# Darren Manning
Darren Manning (Knaresborough, Inglaterra, 30 de abril de 1975) es un piloto de automovilismo británico.
En 1999 ganó la Fórmula 3 Japonesa. Fue piloto probador del equipo British American Racing de Fórmula 1 en el año 2000, corriendo esa misma temporada la Fórmula 3000, terminando 8.º con 10 puntos y un podio en el circuito A1-Ring. Al año siguiente acabó 11.º. En 2000 también participó en una prueba con Williams.
En 2002 corrió una carrera en la CART, terminando 9.º. En la siguiente temporada como piloto titular en la CART con el equipo Walker. Esa temporada acabó 9.º en el campeonato consiguiendo un podio.
En el año 2004 se marchó a la IndyCar Series, donde en los años que estuvo (2004 a 2009 sin contar la temporada 2007) logró un podio. En este campeonato corrió para Chip Ganassi Racing, A. J. Foyt Enterprises y Dreyer & Reinbold Racing.
También corrió en el A1 Grand Prix para Reino Unido durante cuatro carreras divididas al final de la temporada 2005/2006 y al principio de la 2006/2007. Logró un podio en su primera carrera.
También corrió en resistencia; como dos carreras de la American Le Mans Series 2007 o varias ediciones de las 24 Horas de Daytona.